# Consoană lichidă
În fonetică, familia de consoane lichide reunește două clase de consoane: cele laterale și cele vibrante.
În limba română există numai două consoane lichide, cîte una în fiecare din clasele enumerate:
- sunetul scris L, o consoană sonantă laterală alveolară cu simbolul fonetic [l];
- sunetul scris R, o consoană vibrantă alveolară cu simbolul fonetic [r].